# غريس ستافورد
غريس ستافورد (بالإنجليزية: Grace Stafford)‏ هي ممثلة أمريكية، ولدت في 7 نوفمبر 1903 بنيويورك في الولايات المتحدة، وتوفيت في 17 مارس 1992 في الولايات المتحدة.

## وصلات خارجية
- غريس ستافورد على موقع IMDb (الإنجليزية)
- غريس ستافورد على موقع ميوزك برينز (الإنجليزية)
- غريس ستافورد على موقع أول موفي (الإنجليزية)
- غريس ستافورد على موقع قاعدة بيانات برودواي على الإنترنت (الإنجليزية)
- غريس ستافورد على موقع قاعدة بيانات الأفلام السويدية (السويدية)
- غريس ستافورد على موقع قاعدة بيانات الفيلم (الإنجليزية)
- غريس ستافورد على موقع كينوبويسك (الروسية)